# Jarosław Szymkowiak
Jarosław Szymkowiak (ur. 9 czerwca 1969 w Zielonej Górze) – polski żużlowiec i trener sportu żużlowego.
Licencję żużlową nr 977 zdał w 1985 roku. W barwach drużyny Falubazu, Morawskiego i ZKŻ-tu Zielona Góra jeździł do 1998 roku oraz w latach 2000 i 2001. W 1989 zdobyła z nią srebrny medal, a w 1991 złoty medal DMP. W 1999 roku jeździł w Kuntersztynie Roleski Grudziądz, a karierę zakończył w 2002 broniąc barw Wandy Kraków. Po zakończeniu zawodniczej kariery został trenerem, prowadził drużynę ZKŻ-tu Zielona Góra w 2005 roku.
Do jego największych sukcesów należy zdobycie srebrnego medalu w 1992 w finale Indywidualnych Mistrzostwach Polski w Zielonej Górze oraz awans w 1990 do Finału Indywidualnych Mistrzostw Świata Juniorów we Lwowie.

## Kluby
Liga Polska:
- Falubaz/ZKŻ Zielona Góra (1986–1998)
- Kuntersztyn Roleski Grudziądz (1999)
- ZKŻ Zielona Góra (2000–2001)
- Wanda Kraków (2002)

## Osiągnięcia
Indywidualne Mistrzostwa Świata Juniorów
- 1990 – Lwów – IX miejsce – 6 punktów

Indywidualne Mistrzostwa Polski:
- 1992 – Zielona Góra – II miejsce – srebrny medal – 13 punktów

Młodzieżowe Indywidualne Mistrzostwa Polski:
- 1986 – Toruń – IX miejsce – 7 punktów
- 1988 – Zielona Góra – X miejsce – 8 punktów
- 1989 – Zielona Góra – II miejsce – srebrny medal – 13 punktów
- 1990 – Bydgoszcz – XV miejsce – 2 punkty

Mistrzostwa Polski Par Klubowych:
- 1989 – Leszno – IX miejsce – 2 punkty
- 1990 – Rzeszów – VI miejsce – 5 punktów
- 1994 – Leszno – V miejsce – 5 punktów
- 1998 – Gorzów – VII miejsce – 2 punkty
- 1999 – Leszno – VII miejsce – 1 punkt (GKM Grudziądz)

Młodzieżowe Mistrzostwa Polski Par Klubowych:
- 1987 – Leszno – IV miejsce – 10 punktów
- 1989 – Rzeszów – II miejsce – srebrny medal – punkty

Młodzieżowe Drużynowe Mistrzostwa Polski:
- 1986 – Zielona Góra – III miejsce – brązowy medal – 3 punkty
- 1987 – Gorzów – I miejsce – złoty medal – 8 punktów
- 1988 – Bydgoszcz – I miejsce – złoty medal – 7 punktów

Srebrny Kask:
- 1987 – Bydgoszcz, Gniezno – IX miejsce – 12 (4+8) punktów
- 1988 – Ostrów, Opole – V miejsce – 22 (13+9) punktów
- 1989 – Częstochowa, Rybnik – III miejsce – 21 (8+13) punktów
- 1990 – Zielona Góra – II miejsce – 13 punktów

Brązowy Kask:
- 1986 – Leszno, Gniezno – II miejsce – 26 (14+12) punktów
- 1988 – Toruń, Grudziądz – IV miejsce – 22 (12+10) punktów

Drużynowy Puchar Polski:
- 1992 – Zielona Góra, Gorzów – I miejsce – 16 (9+7) punktów